# Julius Bruck (Schriftsteller)
Julius Bruck, eigentlich Adolf Sonnenthal (* 14. Oktober 1833 in Brieg, Provinz Schlesien; † 20. Juni 1899 in Leipzig), war ein deutscher Arzt, Schriftsteller und Übersetzer.

## Leben und Werk
Nach Besuch des Gymnasiums in Brieg studierte Bruck Medizin an den Universitäten in Berlin und Breslau. Von 1861 bis 1863 war er als Militärarzt in der Preußischen Armee tätig, wanderte dann aber in die USA aus, wo er als Assistenzarzt des New Yorker Steuben-Regiments am Amerikanischen Bürgerkrieg teilnahm. Ab 1865 arbeitete Bruck als praktischer Arzt in Newark (NJ).
Nachdem er sich der Schriftstellerei zugewandt hatte, war er u. a. als Leiter der Redaktion der deutschsprachigen Zeitung Neuyorker Revue und im Verlag des Deutsch-Amerikaners Samuel Zickel tätig. 1885 kehrte Bruck nach Deutschland zurück, um in Leipzig zu leben, wo er 1886 Mitbegründer der Journalistenvereinigung Verein Leipziger Presse, Hilfskasse Leipziger Journalisten und Schriftsteller, später nur Leipziger Presse war.

## Werke (Auswahl)
- 1876: Ahasver. Alte Sage, neue Deutung
- 1880: Bunte Blüthen. Scherz und Ernst in Versen[Anm. 1]
- 1885: Adolf Sonnenthal. Schilderung in Wort und Bild
- 1886: Von Hüben und Drüben. Scherz und Ernst in Versen
- 1900 (postum): Komus und Homus. Harmlose Reime